# 上浮穴郡

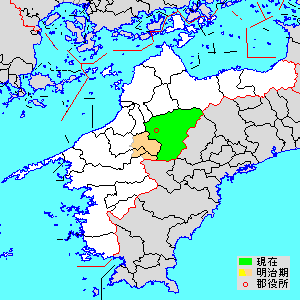
愛媛県上浮穴郡の範囲（緑：久万高原町 薄黄：後に他郡に編入された区域）

現在の上浮穴郡 ■:市 / ■:町
拡大表示（SVGファイル対応ブラウザのみ）

上浮穴郡（かみうけなぐん）は、愛媛県の郡。
人口6,272人、面積583.69km²、人口密度10.7人/km²。（2025年3月1日、推計人口）
以下の1町を含む。
- 久万高原町（くまこうげんちょう）

## 郡域
1878年（明治11年）に行政区画として発足した当時の郡域は、上記1町のほか、下記の区域にあたる。
- 大洲市の一部（河辺町河都・河辺町三嶋・河辺町川上・河辺町北平）
- 西予市の一部（野村町小松・野村町大野ケ原）
- 喜多郡内子町の一部（中田渡、吉野川、寺村、立石以東）

## 歴史

### 郡発足までの沿革
- 「旧高旧領取調帳」に記載されている明治初年時点での伊予国浮穴郡のうち後の本郡域の支配は以下の通り。（42村）

| 知行 | 知行           | 村数 | 村名 |
| ---- | -------------- | ---- | --- |
| 藩領 | 伊予松山藩     | 22村 | 東明神村、西明神村、入野村、久万町村、菅生村、有枝村、大川村、中黒岩村、上黒岩村、沢渡村、日野浦村、柳井川村、西谷村、久主村、黒藤川村、仕出村、七鳥村、東川村、直瀬村、杣野村、大味川村、畑野川村 |
| 藩領 | 伊予大洲藩     | 16村 | 北平村、小屋村、川上村、南山村、寺村、中川村、本川村、父野川村、露峰村、二名村、臼杵村、上田渡村、中田渡村、吉野川村、日野川村、大平村                                                             |
| 藩領 | 伊予新谷藩     | 3村  | 立石村、町村、上川村 |
| 藩領 | 松山藩・大洲藩 | 1村  | 野尻村 |

- 明治4年
  - 7月14日（1871年8月29日） - 廃藩置県により松山県、大洲県、新谷県の管轄となる。
  - 11月15日（1871年12月26日） - 第1次府県統合により、全域が宇和島県の管轄となる。
- 明治5年
  - 5月15日（1872年6月20日） - 旧松山県（概ね現在の久万高原町域）が石鉄県の管轄となる。
  - 6月23日（1872年7月28日） - 宇和島県の管轄地域が神山県の管轄となる。
- 明治6年（1873年）2月20日 - 全域が愛媛県の管轄となる。

### 郡発足以降の沿革
- 明治11年（1878年）
  - 12月16日 - 郡区町村編制法の愛媛県での施行により、久万町村ほか42村の区域に上浮穴郡が発足。郡役所が久万町村に設置。
  - 野尻村が分割して上野尻村・下野尻村となる。（43村）

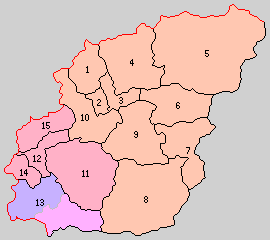
1.明神村 2.久万町村 3.菅生村 4.川瀬村 5.杣川村 6.仕七川村 7.中津村 8.柳谷村 9.弘形村 10.父二峰村 11.参川村 12.小田町村 13.浮穴村 14.石山村 15.田渡村（紫：大洲市 桃：西予市 橙：久万高原町 赤：喜多郡内子町）

- 明治22年（1889年）12月15日 - 町村制の施行により、下記の各村が発足[3]。特記以外は全域が現・久万高原町。（15村）
  - 明神村 ← 東明神村、西明神村、入野村［大部分］、久万町村［一部］
  - 久万町村 ← 上野尻村、下野尻村、久万町村［大部分］、入野村［一部］
  - 菅生村（単独村制）
  - 川瀬村 ← 畑野川村[4]、直瀬村
  - 杣川村 ← 杣野村、大味川村
  - 仕七川村 ← 東川村、七鳥村、仕出村
  - 中津村 ← 沢渡村、黒藤川村、久主村
  - 柳谷村 ← 西谷村、柳井川村
  - 弘形村 ← 日野浦村、中黒岩村、上黒岩村、大川村、有枝村
  - 父二峰村 ← 露峰村、父野川村、二名村
  - 参川村 ← 上川村、中川村、本川村（現・喜多郡内子町）
  - 小田町村 ← 大平村、日野川村、町村、寺村（現・喜多郡内子町）
  - 浮穴村 ← 小屋村（現・西予市）、川上村、北平村（現・大洲市）
  - 石山村 ← 立石村、南山村（現・喜多郡内子町）
  - 田渡村 ← 吉野川村、上田渡村、中田渡村、臼杵村（現・喜多郡内子町）
- 明治30年（1897年）4月1日 - 郡制を施行。
- 明治34年（1901年）8月15日 - 久万町村が町制施行・改称して久万町となる。（1町14村）
- 大正12年（1923年）4月1日 - 郡会が廃止。郡役所は存続。
- 大正13年（1924年）2月11日 - 久万町・菅生村が合併し、改めて久万町が発足。（1町13村）
- 大正15年（1926年）7月1日 - 郡役所が廃止。以降は地域区分名称となる。
- 昭和9年（1934年）1月1日 - 杣川村が改称して面河村となる。
- 昭和18年（1943年）
  - 4月1日（1町11村）
    - 小田町村・石山村が合併し、改めて小田町村が発足。
    - 浮穴村が分割し、一部（北平・川上）が喜多郡河辺村に、残部（小屋）が東宇和郡惣川村にそれぞれ編入。

  - 9月1日 - 久万町・明神村が合併し、改めて久万町が発足。（1町10村）
- 昭和30年（1955年）3月31日（2町5村）
  - 参川村・小田町村・田渡村が合併して小田町が発足。
  - 仕七川村・弘形村・中津村の一部（黒藤川・沢渡）が合併して美川村が発足。
  - 中津村の一部（中津）が柳谷村に編入。
- 昭和34年（1959年）3月31日 - 久万町・川瀬村・父二峰村・美川村の一部（七鳥五番耕地）が合併し、改めて久万町が発足。（2町3村）
- 平成16年（2004年）8月1日 - 久万町・面河村・美川村・柳谷村が合併して久万高原町が発足。（2町）
- 平成17年（2005年）1月1日 - 小田町が喜多郡内子町・五十崎町と合併して改めて喜多郡内子町が発足、郡より離脱。（1町）

### 変遷表
| 1889年4/1                              | 1889年 - 1912年7/29                    | 1912年7/30 - 1926年12/24  | 1926年12/25 - 1954年      | 1926年12/25 - 1954年      | 1955年 - 1989年1/6             | 1955年 - 1989年1/6                                | 1989年1/7 - 現在          | 現在                |
| -------------------------------------- | -------------------------------------- | ------------------------- | ------------------------- | ------------------------- | ------------------------------ | ------------------------------------------------- | ------------------------- | ------------------- |
| 久万町村                               | 1901年8月15日 町制改称 久万町          | 1924年2月11日 久万町      | 1943年4月1日 久万町       | 1943年4月1日 久万町       | 1943年4月1日 久万町            | 1959年3月31日 久万町 旧仕七川村七鳥五番耕地を編入 | 2004年8月1日 久万高原町   | 上浮穴郡 久万高原町 |
| 菅生村                                 |                                        | 1924年2月11日 久万町      | 1943年4月1日 久万町       | 1943年4月1日 久万町       | 1943年4月1日 久万町            | 1959年3月31日 久万町 旧仕七川村七鳥五番耕地を編入 | 2004年8月1日 久万高原町   | 上浮穴郡 久万高原町 |
| 明神村                                 |                                        |                           | 1943年4月1日 久万町       | 1943年4月1日 久万町       | 1943年4月1日 久万町            | 1959年3月31日 久万町 旧仕七川村七鳥五番耕地を編入 | 2004年8月1日 久万高原町   | 上浮穴郡 久万高原町 |
| 川瀬村                                 |                                        |                           |                           |                           |                                | 1959年3月31日 久万町 旧仕七川村七鳥五番耕地を編入 | 2004年8月1日 久万高原町   | 上浮穴郡 久万高原町 |
| 父二峰村                               |                                        |                           |                           |                           |                                | 1959年3月31日 久万町 旧仕七川村七鳥五番耕地を編入 | 2004年8月1日 久万高原町   | 上浮穴郡 久万高原町 |
| 仕七川村                               | 仕七川村                               | 仕七川村                  | 仕七川村                  | 仕七川村                  | 1955年3月31日 美川村           | 1959年3月31日 久万町 旧仕七川村七鳥五番耕地を編入 | 2004年8月1日 久万高原町   | 上浮穴郡 久万高原町 |
| 弘形村                                 | 弘形村                                 | 弘形村                    | 弘形村                    | 弘形村                    | 1955年3月31日 美川村           | 美川村                                            | 2004年8月1日 久万高原町   | 上浮穴郡 久万高原町 |
| 中津村                                 | 中津村                                 | 中津村                    | 中津村                    | 中津村                    | 1955年3月31日 美川村に分割編入 | 美川村                                            | 2004年8月1日 久万高原町   | 上浮穴郡 久万高原町 |
| 中津村                                 | 中津村                                 | 中津村                    | 中津村                    | 中津村                    | 1955年3月31日 柳谷村に分割編入 | 柳谷村                                            | 2004年8月1日 久万高原町   | 上浮穴郡 久万高原町 |
| 柳谷村                                 |                                        |                           |                           |                           |                                | 柳谷村                                            | 2004年8月1日 久万高原町   | 上浮穴郡 久万高原町 |
| 杣川村                                 | 杣川村                                 | 杣川村                    | 1934年1月1日 改称 面河村  | 面河村                    | 面河村                         | 面河村                                            | 2004年8月1日 久万高原町   | 上浮穴郡 久万高原町 |
| 小田町村                               | 小田町村                               | 小田町村                  | 小田町村                  | 1943年4月1日 小田町村     | 1955年3月31日 小田町           | 小田町                                            | 2005年1月1日 喜多郡内子町 | 喜多郡 内子町       |
| 石山村                                 |                                        |                           |                           | 1943年4月1日 小田町村     | 1955年3月31日 小田町           | 小田町                                            | 2005年1月1日 喜多郡内子町 | 喜多郡 内子町       |
| 参川村                                 |                                        |                           |                           |                           | 1955年3月31日 小田町           | 小田町                                            | 2005年1月1日 喜多郡内子町 | 喜多郡 内子町       |
| 田渡村                                 |                                        |                           |                           |                           | 1955年3月31日 小田町           | 小田町                                            | 2005年1月1日 喜多郡内子町 | 喜多郡 内子町       |
| 浮穴村                                 |                                        |                           |                           |                           |                                |                                                   |                           |                     |
| 1943年4月1日 分割・編入 喜多郡河辺村   | 1943年4月29日 合併 肱川村              | 1951年1月1日 分立 河辺村  | 2005年1月11日 編入 大洲市 | 2005年1月11日 編入 大洲市 | 大洲市                         | 大洲市                                            |                           |                     |
| 1943年4月1日 分割・編入 東宇和郡惣川村 | 1943年4月1日 分割・編入 東宇和郡惣川村 | 1955年2月11日 編入 野村町 | 2004年1月1日 合併 西予市  | 2004年1月1日 合併 西予市  | 西予市                         | 西予市                                            |                           |                     |